# CV-390
La CV-390 és una carretera local del País Valencià que comunica Toixa (els Serrans) amb Utiel, amb una extensió de 45 quilòmetres.

## Nomenclatura
La CV-390 és una carretera secundària que pertany a la Xarxa de carreteres de la Generalitat Valenciana. La seua denominació prové de CV, que indica que és una carretera autonòmica del País Valencià i el 390, el número que rep la via en l'ordre de nomenclatura de les carreteres secundàries valencianes.

## Història
La CV-390 va substituir a la carretera provincial V-621, que tenia el mateix traçat. Tanmateix, el canvi de nomenclatura va invertir el sentit progressiu dels punts quilòmetrics: en la V-621, Utiel era el quilòmetre 0, i amb la CV-390, seria Toixa.

## Traçat actual
La CV-390 inicia el seu recorregut amb l'enllaç de la CV-35 al constat de la vila de Toixa, la qual travessa en girar direcció sud. Passa per l'embassament de Benaixeve. Posteriorment enllaça amb la CV-3930, que comunica amb el poble de Benaixeve. Més tard creua les serres del Negrete i d'Utiel. Abans d'aplegar a la localitat utielana, deixa enrere les urbanitzacions Hontanar i la Casa Medina, l'enllaç amb la CV-391 i les poblacions de Villar de Tejas i Villar de Olmos. Després enganxa amb l'A-3 a l'altura de Requena i amb la N-330, al costat d'Utiel. Finalitza en aquesta ciutat.